# Ceracris striata
Ceracris striata är en insektsart som beskrevs av Boris Petrovich Uvarov 1925. Ceracris striata ingår i släktet Ceracris och familjen gräshoppor. Inga underarter finns listade i Catalogue of Life.